# Sufflamen verres
Sufflamen verres là một loài cá biển thuộc chi Sufflamen trong họ Cá bò da. Loài này được mô tả lần đầu tiên vào năm 1904.

## Từ nguyên
Từ định danh verres trong tiếng Latinh có nghĩa là "lợn rừng", hàm ý không rõ, có lẽ đặt dựa theo một trong những cái tên thông dụng của loài cá này trong tiếng Tây Ban Nha là cochino naranja (“con heo màu cam”).

## Phạm vi phân bố và môi trường sống
S. verres có phân bố ở khu vực Đông Thái Bình Dương, được tìm thấy từ phía nam bán đảo Baja California (và từ vịnh California) trải dài về phía nam đến Ecuador và phía bắc Peru, bao gồm tất cả các hòn đảo ngoài khơi.
S. verres sống trên các rạn san hô ở độ sâu khoảng 3–36 m.

## Mô tả
Chiều dài cơ thể lớn nhất được ghi nhận ở S. verres là 40 cm. S. verres có màu nâu. Cá đực có một dải cam từ gốc vây ngực đến cuống đuôi hai bên lườn bụng. Cá con có các hàng vạch, đốm nâu sẫm ở thân trên.
Số gai ở vây lưng: 3; Số tia vây ở vây lưng: 30–33; Số gai ở vây hậu môn: 0; Số tia vây ở vây hậu môn: 27–30; Số tia vây ở vây ngực: 14–15.

## Sinh thái học
Thức ăn của S. verres chủ yếu là các loài giáp xác, nhuyễn thể và cầu gai. Chúng thường thổi cát để tìm kiếm con mồi hoặc hất ngược các con cầu gai.
Cá đực S. verres sống cùng với những con cá cái trong hậu cung, nhưng mỗi con cá cái lại lập riêng cho mình một lãnh thổ. Trứng được chăm sóc và bảo vệ chỉ bởi cá cái.